# Морска видра
Морска видра (лат. Enhydra lutris) је велика врста видри пореклом са северног Пацифика: од северног Јапана и Камчатке на истоку преко Алеутских острва и јужно до Калифорније. Најтежа од свих видри, као и од осталих припадника породице куна, морска видра је једина врста рода Enhydra.
Широко ловљена због свог скупоценог и префињеног крзна, морска видра има најгушће крзно међу свим осталим сисарима - више од 101.560 длака по cm². Поређења ради, људи у просеку имају 156 длака по квадратном cm. Од 1741. године па надаље, популације морских видри су толико биле смањене да су их људи довели до ивице истребљења на многим местима њиховог првобитног станишта. До 1911. године светска популација ових видри је процењена на само 1.000-2.000 јединки распоређених у 13 колонија. Временом је процењено да је од пола милиона до једног милиона видри убијено. Иако је неколико подврста и даље угрожено, откако су морске видре законом заштићене, њихово поновно увођење је показало позитивне резултате у многим подручјима.

## Физички опис
Са својим дугачким и хидродинамичним телима, морске видре су савршено грађене животу у воду. Имају изузетно дебело крзно браон боје где је густина длаки од 26.000 до 165.000 по квадратном центиметару веома погодна за одржавање топлоте тела. Морске видре поседују лојне жлезде које луче сквален који се природно налази у телу осталих сисара у мањим количинама. Овај екскрет ствара делотворну препреку између коже и воде и делује као замена за субкутисно изолационо сало, тј. слој коже који се налази одмах испод покожице или епидермиса, које је код видри само један центиметар дебљине.
Испод сваке снажне предње шапе се налази кожно проширење које служи да би се сакупљена храна ту привремено одложила приликом зарањања на велике дубине. Предње шапе такође имају канџе које се могу увући, док су задње ноге дугачке и широко пљоснате, а прсти су спојени опном за пливање. За разлику од других сисара, пети прст задњих ногу је најдужи чиме се отежава видрин ход на копну. Морске видре имају кратак, дебео и мишићав реп. Немају мирисне жлезде.
Морске видре имају велики плућни капацитет који је у поређењу са перајарима два до четири пута већи. 66% кисеоника се складишти у њихова велика плућа, што је веома погодно приликом њиховом честом плитком зарањању, а помажу им и да се одрже на површини воде.
Очи морске видре су јединствене: акомодација очију је три пута боље развијенија од свих других сисара. Ова особина им омогућује да оштро виде и усредсреде се на ствари изнад и испод површине воде. Изузетно добро виде и испод воде. Одрасле јединке поседују 32 зуба који су заобљени и спљоштени, пре свега кутњаци. Имају сложене кутњаке и једини су месоједи који немају више од четири доња секутића. Зубна формула је:
| 3.1.3.1 |
| 2.1.3.1 |

Мужјаци могу да достигну максималну тежину од 45 килограма и дужину од 1.5 метара. За око 35% су тежи и за 8% дужи од женки и имају веће главе и дуже вратове.

## Подврсте
Познато је три подврста, свака има различиту зубну формулу, а разлика се огледа и у величини и облику лобање:
- ,  обична или азијска морска видра (Linnaeus, 1758) - насељава обале од Курилских до Командирских острва. То је највећа подврста са широком лобањом и краћим носним костима.
- , аљаска морска видра (Wilson, 1990) - пореклом је са Алеутских острва, а има је у унутрашњости Аљаске. Од осталих подврста се разликује по дужим доњовиличним костима.
- , калифорнијска морска видра (Merriam, 1904) - може се наћи на приобалним областима централне Калифорније. Има ужу лобању и дужи рострум, а такође и ситније зубе.

## Станиште и исхрана
Обично живе у приобалним плитким водама, где је вода дубине до 55 метара. Међутим, морске видре су често нађене при стеновитим обалама, у водама густих подводних шума келпа. Омиљена храна морских видри јесу морски јежеви и абалон (морско ухо), врста шкољки. Како би јели ове шкољке користе се камењем: у води леже на леђима, док камен држе на стомаку ударајући га о оклоп шкољке да би дошли до меса.
Крабе, дагње, капице, главоношци, рибе и морски пужеви су такође храна морским видрама. Сваког дана им је потребно 20-25% хране у односу на тежину њиховог тела, стога често иду у потрагу за храном, сваких 5 сати. Метаболизам видри у заточеништву је спорији него код њихових дивљих рођака. Цревни тракт видри је најслабији него код било којих других карнивора (82%). Због тога што живе у воденој средини брзо губе телесну топлоту јер је вода добар топлотни проводник. Морске видре попију највећи количину морске воде од свих других морских сисара. У поређењу с телом, морске видре имају највеће бубреге од свих других морских сисара. Видре од својих мајки уче технику храњења. 
Највећи непријатељи морских видри су људи, ајкуле и китови убице.

## Понашање
Морске видре су самотњаци, а живе и у групама, такозваним „сплавовима“. Обавијене једном врстом алги (келпом), усидре се док спавају или се одмарају. Видре се деле у посебне области на којима само живе мужјаци, а на другим само женке. Једино се спајају када дође време за парење. Територије на којима живе су велике до 5,4 km². Мигрирају у зависности од доступности хране.
Дневне су животиње, а већину дана проведу у исхрани и чишћењу. Храњење се одвија у сумрак и рано ујутру. Роњење релативно кратко траје, не дуже од 90 секунди. Морске видре су једне од ретких врста сисара које се користе алаткама како би дошли до хране.

## Размножавање
Не постоје одређени временски периоди када се морске видре паре, док је врхунац у мају и јуну код севернијих популација, а од јануара до марта код јужнијих популација. Мужјаци су полно зрели са око 5-6 година, а познато је да су све до 19 године живота остали очеви. Женке су полно зреле са 4-5 година, док неке већ са 2-3 године. Морске видре су полигине животиње, што значи да мужјаци имају по неколико партнерки са којима се паре. Женка је „у терању“ од 3 до 5 дана. Током ових дана мужјаци бране своје територије, мада су туче ретке. Женке имају карактеристичне ожиљке на њушкама од мужјака који имају обичај да их држе у чељустима током копулације.
Удварања су честа и шаљива. Тада мужјаци и женке пливају брже него иначе и зарањају заједнички, у комбинацији са мужјаковим извртњем и увијањем. Сам чин парења се одвија у води и може бити тежак и буран - мужјак гризе њушку и лице женке, понекад држећи је главу под водом, па исход може чак бити фаталан.
Код морских видри је присутна ембрионална дијапауза или одложено оплођење када се јаје не оплоди одмах у зиду материце где остане нетакнуто. Код калифорнијских видри ова дијапауза траје 2-3 месеца, када укупна трудноћа потраје око 6 месеци. Код аљаских подврста трудноћа је још дужа, око 7-8 месеци, док три и по до четири и по месеци отпадне на одложено оплођење. По порођају, обично се једно младунче роди, док су близанци реткост (обично само један преживи). Млади имају браон-жуто крзно које траје 3-4 месеца. Тешки су од 1 до 2 kg. Током првих месеци у потпуности зависе од мајке која их храни и чисти. Она их све време носи за собом на свом горе окренутом стомаку. Првих четири недеља се хране млеком, после чега постепено добијају чврсту храну. Састав млека је сличнији млеку перајара него млеку других припадника породице Mustelidae. Млеко садржи 23% масти, 13% протеина и само 1% лактозе. Младунци после 5 до 15 (просечно 6) месеци постају независни од мајки. Нажалост, око 30% младих преживи само прву годину. Мајке уче своје младе како да роне, лове и да се чисте.

## Велики лов
Током 1600-тих до 1700-их година, Русија је увелико била умешана у трговини крзном самура (самуровине). Петар Велики је изрицао да би Русија требало да направи монопол ове трговине и да пронађе нове популације самура како би их ловили. Руси су освојили полуострво Камчатку где су несметано могли да лове ове крзнаше, укључујући и морске видре. Настављали су да претражују северни Пацифик, тражећи поморске путеве ка Јапану и Америци. Два команданта морнарице, Витус Беринг и Алексиј Ћириков су имали задатак да исцртају мапу арктичке обале и пронађу пут до Америке. Ђириков је, после многих тешкоћа, успео да се врати на Камчатку 1741. године. Берингови морепловци су оболели од скорбута од чега су умрли на Беринговом острву, заједно са командантом Берингом. Преживели су зиму провели ловећи морске видре коцкајући се с видриним крзном. Коначно су се вратили у Русију 1742. са 900 комада сирове коже и крзна, вредних довољно да плате целокупну експедицију. Берингова експедиција је била та која је започела Велики лов који се наставио у наредних 100 година.
Руси су послали много бродова како би сакупили још крзна да би популација морских видри ускоро скоро нестала са Командантских острва. Прешли су на Алеутска острва на којима су већ одавно живели Алеути, који нису могли да се супротставе Русима. Руси су терали острвљане да лове за њих, чак су неке држали као таоце. Руси нису ловили једино видре - целокупна популација лисица је збрисана, заједно са Алеутима. 1776. године капетан Џејмс Кук је допловио до северног Пацифика, када су се и Енглези придружили лову и схватили праву вредност овог крзна.
Велики лов се наставио; Руси, Американци и други Европљани су се такмичили међусобно око ове скупоцене робе. Популација видри са Аљаске је готово исцрљена, што је уследило да је Русија прода Америци 1867. године. Сада су Американци били ти који су ловили видре. Све до 1911. године је лов трајао, када је међународним договором спречен његов наставак. Тако је приближно 1,000-2,000 морских видри преживело, па су многи претпостављали да ће ова врста изумрети. 1938. године, група биолога је пронашла колонију морских видри дуж јужне обале Калифорније. Ова група, заједно са осталим преживелим видрама, је представљала језгро за будући опоравак ове врсте.